# جوك (فنان قصص مصورة)
جوك (بالإنجليزية: Jock)‏ هو فنان قصص مصورة بريطاني، ولد في 24 سبتمبر 1972 في East Kilbride ‏ في المملكة المتحدة.

## وصلات خارجية
- الموقع الرسمي
- جوك على موقع IMDb (الإنجليزية)